# Цакулов Батирбек Казбекович
Батирбек Казбекович Цакулов (ос. Цӕкулаты Батырбег; нар. 20 жовтня 1998, Північна Осетія) — російський та словацький борець вільного стилю осетинського походження, срібний призер чемпіонату світу, бронзовий призер чемпіонату Європи.

## Спортивні результати на міжнародних змаганнях

### Виступи на Чемпіонатах світу
| Змагання                        | Збірна     | Вагова категорія          | Місце  |
| ------------------------------- | ---------- | ------------------------- | ------ |
| Чемпіонат світу з боротьби 2018 | Росія      | вільна боротьба, до 92 кг | 7      |
| Чемпіонат світу з боротьби 2022 | Словаччина | вільна боротьба, до 97 кг | Срібло |

### Виступи на Чемпіонатах Європи
| Змагання                         | Збірна     | Вагова категорія          | Місце  |
| -------------------------------- | ---------- | ------------------------- | ------ |
| Чемпіонат Європи з боротьби 2020 | Росія      | вільна боротьба, до 92 кг | 8      |
| Чемпіонат Європи з боротьби 2022 | Словаччина | вільна боротьба, до 97 кг | Бронза |
| Чемпіонат Європи з боротьби 2023 | Словаччина | вільна боротьба, до 97 кг | 10     |
| Чемпіонат Європи з боротьби 2024 | Словаччина | вільна боротьба, до 97 кг | 5      |
| Чемпіонат Європи з боротьби 2025 | Словаччина | вільна боротьба, до 97 кг | Бронза |

### Виступи на інших змаганнях
| Змагання                                   | Збірна     | Вагова категорія          | Місце  |
| ------------------------------------------ | ---------- | ------------------------- | ------ |
| Турнір Степана Саргісяна 2017              | Росія      | вільна боротьба, до 86 кг | Срібло |
| Турнір Володимира Семенова 2017            | Росія      | вільна боротьба, до 86 кг | Бронза |
| Турнір Аланії з боротьби 2017              | Росія      | вільна боротьба, до 86 кг | Бронза |
| Турнір Алі Алієва 2018                     | Росія      | вільна боротьба, до 92 кг | Золото |
| Чемпіонат Росії з боротьби 2018            | Росія      | вільна боротьба, до 92 кг | Золото |
| Відкритий чемпіонат Польщі з боротьби 2018 | Росія      | вільна боротьба, до 92 кг | Золото |
| Гран-прі «Іван Яригін» 2019                | Росія      | вільна боротьба, до 92 кг | Срібло |
| Турнір Алі Алієва 2019                     | Росія      | вільна боротьба, до 92 кг | Бронза |
| Турнір міста Сассарі з боротьби 2019       | Росія      | вільна боротьба, до 92 кг | Срібло |
| Чемпіонат Росії з боротьби 2019            | Росія      | вільна боротьба, до 92 кг | Бронза |
| Турнір Аланії з боротьби 2019              | Росія      | вільна боротьба, до 92 кг | Бронза |
| Гран-прі «Іван Яригін» 2020                | Росія      | вільна боротьба, до 92 кг | Золото |
| Чемпіонат Росії з боротьби 2020            | Росія      | вільна боротьба, до 92 кг | Бронза |
| Меморіал Болата Турлиханова 2022           | Словаччина | вільна боротьба, до 96 кг | Золото |
| Меморіал Маттео Пелліконе 2022             | Словаччина | вільна боротьба, до 97 кг | Золото |
| Турнір Ібрагіма Мустафи 2023               | Словаччина | вільна боротьба, до 97 кг | Золото |

### Виступи на змаганнях молодших вікових груп
| Змагання                                       | Збірна | Вагова категорія          | Місце  |
| ---------------------------------------------- | ------ | ------------------------- | ------ |
| Чемпіонат Європи з боротьби серед юніорів 2017 | Росія  | вільна боротьба, до 96 кг | 7      |
| Чемпіонат Європи з боротьби серед молоді 2018  | Росія  | вільна боротьба, до 92 кг | Бронза |
| Чемпіонат Європи з боротьби серед молоді 2019  | Росія  | вільна боротьба, до 92 кг | Золото |
| Чемпіонат світу з боротьби серед молоді 2019   | Росія  | вільна боротьба, до 92 кг | Срібло |